# Culiseta victoriensis
Culiseta victoriensis är en tvåvingeart som först beskrevs av Nikolas Vladimir Dobrotworsky 1954.  Culiseta victoriensis ingår i släktet Culiseta och familjen stickmyggor. Inga underarter finns listade i Catalogue of Life.